# Aleyrodes lonicerae
Aleyrodes lonicerae là một loài côn trùng cánh nửa trong họ Aleyrodidae, phân họ Aleyrodinae.
Aleyrodes lonicerae được Walker miêu tả khoa học đầu tiên năm 1852.